# Chalkville
Chalkville è stato un census-designated place (CDP) degli Stati Uniti d'America situato nella contea di Jefferson dello stato dell'Alabama. Dal 2010 Chalkville è considerato parte integrante del comune (city) di Clay e come tale non viene più censito separatamente.